# SMS S 58
SMS S 58 – niemiecki niszczyciel z okresu I wojny światowej, dziesiąta jednostka typu S 49. Okręt wyposażony był w trzy kotły parowe opalane ropą, a zapas paliwa wynosił 305 ton. Zatonął na minie w Zatoce Fińskiej 11 listopada 1916 roku.
Wchodził w skład X Flotylli. Zatonął na rosyjskiej zagrodzie minowej w Zatoce Fińskiej 11 listopada 1916 roku o 4.25, na pozycji 59°22′N 22°48′E/59,366667 22,800000, bez ofiar śmiertelnych. Na tej samej zagrodzie w nocy 10/11 listopada zatonęło sześć innych niszczycieli flotylli (S 57, S 59, V 72, V 75, V 76, G 90).